# Alec Duarte
Alec da Silva Duarte, ou Alec Duarte, como era mais conhecido (Porto Alegre, 31 de outubro de 1969 – São Paulo, 3 de novembro de 2023), foi um jornalista e professor universitário brasileiro.
Trabalhou em redações desde 1990. Ocupou, entre outros, os cargos de editor-adjunto do caderno Poder e colunista de tecnologia da Folha de S.Paulo e editor-executivo do Portal Terra e do jornal A Gazeta Esportiva, além de editor de mídias sociais e interação do Portal G1. Foi por cinco anos diretor de estratégia digital da FSB Comunicação, atendendo a contas públicas e privadas, e coordenador dos cursos de pós-graduação em Jornalismo Multimídia e Jornalismo Esportivo da FAAP.
Em abril de 2019 assumiu a função de Head de Digital da Prefeitura de São Paulo com a missão de participar do processo de criação de uma interface amigável centrada em busca, a unificação de todos os serviços públicos on-line e o desenvolvimento de um sistema de interações por voz, além de liderar toda a produção de conteúdo da área.

## Carreira
Estreou no jornalismo em 1990, como repórter da Folha da Tarde. Simultaneamente, cursava Comunicação Social na Fiam (Faculdades Integradas Alcântara Machado), pela qual se formou em 1992. No jornal, cobriu polícia, cidades, administração pública e política.
Em 1992, iniciou trajetória no Diário do Grande ABC, onde permaneceria até 2000. Ali, foi repórter de Política e editor de Esportes entre 1995 e 2000.

### A revolução que não houve
Em 2000 assume o cargo de editor-executivo do jornal A Gazeta Esportiva, que o convidou a reformular seu cardápio e equipe, além de reposicionar o produto em bancas. A experiência trouxe colunistas novos ao jornal e oxigenou o antiquado formato em que a redação da época trabalhava.
Não houve, porém, investimento em tiragem e ações de marketing (contrariando recomendações de consultorias e de diretorias da própria Fundação Cásper Líbero), e seu contrato acabou rescindido em 5 de junho de 2001. O jornal deixaria de ser publicado em papel cinco meses depois e hoje resiste em versão on-line (A Gazeta Esportiva Net).

### A reinvenção via Web
A intimidade com as novas tecnologias foi decisiva para que sua carreira fosse relançada entre 2001 e 2003. No período, tocou uma agência de notícias que cobria partidas da seleção brasileira de futebol e foi um dos pioneiros no uso jornalístico da transmissão de dados on-line na plataforma SMS de telefonia celular.
Trabalhou também como editor-assistente de Economia da Agência Estado e no Esporte da Folha Online, na função de redator.

### Do papel ao on-line
Seu trabalho na coluna abriu o caminho do convite para ser repórter do caderno Esporte da Folha de S.Paulo. Seis meses depois, outro chamado, desta vez do Portal Terra, tornou-o editor de Esportes do veículo on-line . Na empresa, foi ainda editor de Economia e editor-executivo, com papel importante na redefinição de processos jornalísticos e consolidação de outros (como a sistematização de pauta e reportagem, até então esporádicos).
Na Folha de S.Paulo, foi editor-assistente de Esporte (2006-2009) e editor-adjunto de política (até abril de 2011), além de colunista de tecnologia.
Ministrou ainda cursos como "A era da conversação: avanço tecnológico, publicação pessoal e as mudanças impostas ao exercício do jornalismo" e "Narração ao vivo: o gênero jornalístico em tempo real" para a editoria de Treinamento do jornal.

## Trajetória acadêmica
Professor desde 2006, leciona as disciplinas Gêneros Jornalísticos, Jornalismo On-line, Edição e Projeto em Jornalismo Impresso. Pesquisador, estuda a influência das novas tecnologias no exercício do jornalismo, a participação do público no processo de coleta e divulgação de notícias e a vida digital como um todo.
Concluiu, em 2009, o Master em Jornalismo Digital Multimídia ministrado pelo Instituto Internacional de Ciências Sociais, em parceria com a Universidade de Navarra.